# Demeter Koko

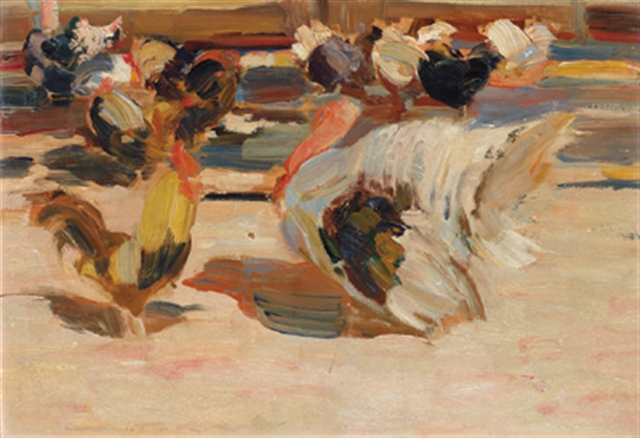
Demeter Koko: Hühner in der Mittagssonne

Demeter Koko (* 13. Juni 1891 in Linz, Oberösterreich; † 27. Oktober 1929 ebenda) war ein  Maler und Zeichner des Spätimpressionismus.

## Ausbildung
Koko besuchte in Linz die Handelsakademie. Mit 17 Jahren begann er Malstudien in Linz und vervollkommnete seine Ausbildung ab dem 21. Oktober 1911 an der Königlichen Akademie der Künste in München. 1916 kehrte er nach Linz zurück und wurde kurz darauf zum Kriegsdienst im Ersten Weltkrieg eingezogen.

## Leben
Nach dem Krieg stellte er 1919 seine Werke gemeinsam mit seiner Schwester Sophie erstmals im Rahmen einer Ausstellung der Öffentlichkeit vor. 1921 folgte eine Ausstellung im Oberösterreichischen Kunstverein. Im gleichen Jahr wurde er für seine grafischen Arbeiten mit dem Österreichischen Staatspreis ausgezeichnet.
Später gehörte er der Künstlervereinigung MAERZ an. 1923 erkrankte er an der Lunge und starb im Jahr 1929.

## Werke
Seine Bilder stellen in erster Linie Landschaften, Blumen, Tiere und Häfen dar. Gemälde von ihm befinden sich u. a. im Linzer Museum Nordico und im Oberösterreichischen Landesmuseum.

## Ehrung
Der Kokoweg in Linz ist eine Sackgasse nordwestlich vom Bachlbergweg auf dem Pöstlingberg, dem Linzer Aussichtsberg, und wurde 1958 nach dem Künstler benannt.